# 1968 у відеоіграх

## Події
- Створений прототип першої у світі ігрової консолі. На ній вдавалося запустити дві гри — настільний теніс і симулятор стрільби. Прототип мав назву Brown Box і через кілька років виріс в першу масову ігрову консоль Odyssey Magnavox.